# معهد المعلوماتية الحيوية (سنغافورة)
معهد المعلوماتية الحيوية (اختصار: BII) هو واحد من معاهد العلوم الطبية الحيوية التابعة وكالة للعلوم والتكنولوجيا والبحث (اختصار: A * STAR)، تأسست BII في الأصل في عام 2001 من قبل الدكتور رجاغوبل كوحدة دعم لإدارة المعلوماتية الحيوية وخدمات تكنولوجيا المعلومات ومع ذلك، فمنذ أغسطس 2007 ، تم إعادة تعريفه كمنظمة بحث بيولوجي فور وصول المدير التنفيذي الحالي الدكتور فرانك أيزنهابر. يركز BII على «أبحاث علوم الحياة المعتمدة على البيولوجيا الحسابية التي تهدف إلى اكتشاف آليات الجزيئات الحيوية».
تقوم BII أيضًا بتطوير أدوات البحث المعتمدة على الكمبيوتر وإجراء عمليات التحقق التجريبية في منشآتها التجريبية الخاصة أو عن طريق التعاون مع المجموعات المناسبة. BII هي موطن لمجلة تطبيقات الهاتف العلمي والأجهزة المحمولة.

## رؤية المعهد ودوره المستقبلي
يرتكز معهد المعلوماتية الحيوية (BII) على رؤية تهدف إلى تحقيق تقدم مستدام في علوم الحياة عبر دمج العلوم الحسابية مع البيانات الطبية الحيوية. يسعى المعهد إلى أن يكون مركزًا رائدًا في اكتشاف الآليات البيومولكولية الكامنة وراء الظواهر البيولوجية، مما يساهم في تقديم حلول مبتكرة تعزز من الرعاية الصحية وتدعم الاقتصاد القائم على المعرفة في سنغافورة.

## النهج متعدد التخصصات
يعتمد BII على نهج متعدد التخصصات، حيث يجمع بين تقنيات الذكاء الاصطناعي والتعلم الآلي مع أساليب التحليل التقليدي لتطوير أدوات متقدمة قادرة على التعامل مع البيانات المعقدة. يغطي هذا النهج جميع جوانب البيانات الطبية الحيوية، بدءًا من استضافتها بشكل آمن وصولًا إلى تحليلها واستخدامها في مجالات متعددة، مثل الطب الدقيق والأمراض المزمنة والوقاية من الأوبئة.
يوجد حاليًا أربعة أقسام بحثية في BII:
تسلسل الجزيئي الحيوي للعمل.
النمذجة البيولوجية الجزيئية والتصميم.
تصوير المعلوماتية.
الأبحاث المترجمة.

## التعاون الأكاديمي
يتعاون معهد المعلوماتية الحيوية (BII) بشكل مستمر مع العديد من الأكاديميات والمؤسسات البحثية المحلية والدولية. يهدف المعهد إلى تعزيز البحث العلمي من خلال شراكات أكاديمية متعددة تشمل تبادل البيانات والمعرفة، بالإضافة إلى تقديم فرص تدريبية للطلاب والباحثين في مجالات المعلوماتية الحيوية والبيولوجيا الحاسوبية. كما يشترك المعهد في مشاريع بحثية مشتركة مع الجامعات والمستشفيات لتطوير تقنيات متقدمة في تحليل البيانات البيولوجية والطبية، مع التركيز على تطبيقات مثل الطب الدقيق والأمراض المعدية.

## روابط خارجية
http://www.bii.a-star.edu.sg/